# Siti Aisyah Alias
Siti Aisah Binti Hj Alias, née le 25 mars 1966, est une chercheuse en marine polaire et maître de conférences malaisienne. En août 2016, elle est nommée directrice adjointe du National Antarctic Research Centre (NARC) dans le Malaysian Antarctic Research Programme (MARP), à l'Université de Malaya. Son travail se concentre sur la physiologie de la marine et les microbes et champignons polaires.

## Biographie
Alias est née le 25 mars 1966, en Malaisie. Elle étudie à la Tunk Ampuan Durah[Quoi ?] entre 1981 et 1983 puis poursuit ses études à l'université de Malaya où elle obtient son diplôme de sciences de l'écologie en 1991. Elle obtient un doctorat en mycologie marine de l'université de Portsmouth en 1996. Elle rentre en Malaisie pour travailler en tant que chargée de cours à l'Institut des sciences biologiques, et commence un programme de recherche sur la mycologie marine, puis sur la diversité fongique et enzymologique des fonds polaires. En 2015, elle rejoint l'Institut de l’océan et des sciences de la Terre (IOES).

## Carrière
Depuis 2001, elle est directrice adjointe du National Antarctic Research Centre (NARC) et du Programme malaisien de recherche antarctique (MARP). Elle est déléguée nationale de la Malaisie au Comité scientifique de la recherche antarctique (SCAR) auprès du Conseil international pour la science (ICSU), membre du Comité du Forum asiatique pour la Science polaire (AFOPS) et membre de la taskforce de l'Académie des Sciences de Malaisie pour le programme malaisien pour l'Antarctique.
En tant que chercheuse principale pour la MARP, ses recherches portent sur la biodiversité fongique et la phylobiogéographie, sur l'activité antimicrobienne et l'adaptation au froid des enzymes et la biochimie des microbes de l'Antarctique,. Son engagement pour le développement de la recherche en Antarctique de la Malaisie et sa place permanente au Comité scientifique de la recherche antarctique, permet l'établissement de collaborations internationale avec des instituts antarctique étrangers, notamment en Équateur, l'Australie, le Chili, la Pologne et le Royaume-Uni,,. Elle a également une expérience significative sur le terrain, avec une participation à plusieurs expéditions polaires en Antarctique et en Arctique entre 2000 et 2010,.

## Prix et distinctions
Siti Aisyah Alias a reçu le Young Scientist Award du Ministère de la Science, de la Technologie et de l'Environnement malaisien (2001), une subvention de recherche science et technologie de la Toray Science Foundation (2005), et une bourse de l'Université des Nations unies à Tokyo.